# リンカーン (競走馬)
リンカーン（欧字名:Lincoln、2000年3月18日 - 2012年6月23日）は、日本の競走馬、種牡馬。主な勝ち鞍に2004年の阪神大賞典、2005年の京都大賞典、2006年の日経賞。
半弟に2007年の皐月賞馬ヴィクトリー（父ブライアンズタイム）がいる。馬名はアメリカ合衆国第16代大統領のエイブラハム・リンカーンに由来する。

## 戦績
中央競馬で競走生活を送る。当初、森秀行厩舎に所属し2002年のデビュー戦となった新馬戦で2着。続く翌月の未勝利戦も2着であったが、音無秀孝厩舎に転厩して3戦目の未勝利戦で勝利を挙げると2003年になっても若駒ステークス、すみれステークスまで3連勝。その後、皐月賞を予定通り回避し、青葉賞に出走予定だったが、喘鳴症の一種である喉頭蓋エントラップメントを発症し、手術を余儀なくされ同レースも回避。そのため、奇しくも伯父フサイチコンコルドと同じローテーションである、すみれステークスからぶっつけでの東京優駿出走となり、8着に敗れる。秋は神戸新聞杯で4着、菊花賞では2着、有馬記念では2着と善戦するも勝ちきれない成績が続く。
翌2004年の阪神大賞典では、前年の菊花賞優勝馬ザッツザプレンティを負かし約1年ぶりの勝利を挙げる。天皇賞（春）では1番人気に支持されるが、体調不良もあって13着と大敗を喫する。宝塚記念では3着と巻き返すが、天皇賞（秋）では12着とまたしても凡走してしまう。
2005年も春シーズンはGIではもう一息の成績。秋の京都大賞典で2004年の阪神大賞典以来の勝利を挙げるが、その後のGI3戦では有馬記念の3着が最高着順であった。
翌2006年初戦は日経賞に出走し1番人気に支持され勝利を収める。天皇賞春に出走、最後の直線で勝ったディープインパクトとの差を詰めるも2着。この時騎乗していた横山典弘は「（リンカーンの生まれた）時代が悪かった」と言葉を残している。その言葉どおり、リンカーン自身の記録したタイム（3:14.0）は、マヤノトップガンが記録した天皇賞（春）のレースレコードよりも速い走破タイムであった。続く宝塚記念では2番人気に支持されたが、雨で渋った馬場も影響して9着と敗退した。
夏場は放牧に充てたのち、悲願のGI制覇に向け秋の復帰戦を京都大賞典に定め、9月7日に帰厩したが翌8日に右前浅屈腱炎を発症していることが判明、間もなく引退することとなった。
通算23戦中13戦がGIであり、2着3回、3着2回とあと一息のところでGIに手が届かなかった。

## 競走成績
| 年月日 | 年月日 | 年月日 | 競馬場 | 競走名       | 格  | 頭 数 | 枠 番 | 馬 番 | オッズ （人気） | 着順 | 騎手     | 斤量 [kg] | 距離（馬場）  | タイム （上り3F） | 着差 | 勝ち馬/（2着馬）       |
| ------ | ------ | ------ | ------ | ------------ | --- | ----- | ----- | ----- | --------------- | ---- | -------- | --------- | ------------- | ----------------- | ---- | ---------------------- |
| 2002.  | 10.    | 13     | 京都   | 2歳新馬      |     | 10    | 7     | 8     | 03.7（2人）     | 02着 | 柴田善臣 | 53        | 芝1800m（良） | 1:50.7 (34.5)     | -0.1 | シャンパンスノー       |
|        | 11.    | 09     | 京都   | 2歳未勝利    |     | 17    | 1     | 1     | 02.2（1人）     | 02着 | 武豊     | 54        | 芝1800m（良） | 1:48.8 (35.0)     | -0.8 | マコトエンペラー       |
|        | 12.    | 21     | 阪神   | 2歳未勝利    |     | 16    | 3     | 6     | 01.4（1人）     | 01着 | 武豊     | 54        | 芝2000m（不） | 2:05.2 (35.5)     | -0.2 | （タガノシャルマン）   |
| 2003.  | 01.    | 25     | 京都   | 若駒S        | OP  | 9     | 6     | 6     | 02.4（1人）     | 01着 | 武豊     | 56        | 芝2000m（良） | 2:02.3 (34.1)     | -0.2 | （マコトエンペラー）   |
|        | 03.    | 02     | 阪神   | すみれS      | OP  | 10    | 7     | 8     | 01.7（1人）     | 01着 | 武豊     | 57        | 芝2200m（稍） | 2:16.9 (34.3)     | -0.1 | （クラフトワーク）     |
|        | 06.    | 01     | 東京   | 東京優駿     | GI  | 18    | 6     | 11    | 35.6（9人）     | 08着 | 柴田善臣 | 57        | 芝2400m（重） | 2:29.7 (35.9)     | -1.2 | ネオユニヴァース       |
|        | 09.    | 28     | 阪神   | 神戸新聞杯   | GII | 13    | 5     | 7     | 13.0（5人）     | 04着 | 横山典弘 | 56        | 芝2000m（良） | 2:00.2 (35.5)     | -0.7 | ゼンノロブロイ         |
|        | 10.    | 26     | 京都   | 菊花賞       | GI  | 17    | 1     | 2     | 14.4（4人）     | 02着 | 横山典弘 | 57        | 芝3000m（良） | 3:04.9 (35.0)     | -0.1 | ザッツザプレンティ     |
|        | 12.    | 28     | 中山   | 有馬記念     | GI  | 12    | 3     | 3     | 08.1（4人）     | 02着 | 武豊     | 55        | 芝2500m（良） | 2:32.0 (37.0)     | -1.5 | シンボリクリスエス     |
| 2004.  | 03.    | 21     | 阪神   | 阪神大賞典   | GII | 9     | 5     | 5     | 01.4（1人）     | 01着 | 武豊     | 56        | 芝3000m（良） | 3:08.4 (34.5)     | -0.2 | （ザッツザプレンティ） |
|        | 05.    | 02     | 京都   | 天皇賞（春） | GI  | 18    | 7     | 14    | 02.2（1人）     | 13着 | 武豊     | 58        | 芝3200m（良） | 3:20.6 (35.8)     | -2.2 | イングランディーレ     |
|        | 06.    | 27     | 阪神   | 宝塚記念     | GI  | 15    | 5     | 8     | 05.1（3人）     | 03着 | 武豊     | 58        | 芝2200m（良） | 2:11.5 (35.1)     | -0.4 | タップダンスシチー     |
|        | 10.    | 31     | 東京   | 天皇賞（秋） | GI  | 17    | 8     | 16    | 09.6（4人）     | 12着 | 安藤勝己 | 58        | 芝2000m（稍） | 2:00.7 (36.1)     | -1.8 | ゼンノロブロイ         |
| 2005.  | 03.    | 20     | 阪神   | 阪神大賞典   | GII | 10    | 4     | 4     | 04.8（3人）     | 03着 | 福永祐一 | 58        | 芝3000m（良） | 3:06.3 (34.7)     | -0.1 | マイソールサウンド     |
|        | 05.    | 01     | 京都   | 天皇賞（春） | GI  | 18    | 3     | 6     | 05.4（1人）     | 06着 | 福永祐一 | 58        | 芝3200m（良） | 3:17.1 (34.4)     | -0.6 | スズカマンボ           |
|        | 06.    | 26     | 阪神   | 宝塚記念     | GI  | 15    | 5     | 9     | 18.8（4人）     | 04着 | 福永祐一 | 58        | 芝2200m（良） | 2:11.8 (36.1)     | -0.3 | スイープトウショウ     |
|        | 10.    | 09     | 京都   | 京都大賞典   | GII | 12    | 5     | 6     | 01.7（1人）     | 01着 | 武豊     | 57        | 芝2400m（良） | 2:25.4 (33.7)     | -0.1 | （コイントス）         |
|        | 10.    | 30     | 東京   | 天皇賞（秋） | GI  | 18    | 2     | 3     | 07.2（3人）     | 15着 | 武豊     | 58        | 芝2000m（良） | 2:00.9 (32.8)     | -0.8 | ヘヴンリーロマンス     |
|        | 11.    | 27     | 東京   | ジャパンC    | GI  | 18    | 3     | 5     | 20.5（9人）     | 04着 | 武豊     | 57        | 芝2400m（良） | 2:22.4 (35.0)     | -0.3 | アルカセット           |
|        | 12.    | 25     | 中山   | 有馬記念     | GI  | 16    | 7     | 14    | 34.0（6人）     | 03着 | 横山典弘 | 57        | 芝2500m（良） | 2:32.2 (35.0)     | -0.3 | ハーツクライ           |
| 2006.  | 03.    | 25     | 中山   | 日経賞       | GII | 13    | 3     | 3     | 01.8（1人）     | 01着 | 横山典弘 | 58        | 芝2500m（良） | 2:33.0 (34.7)     | -0.2 | （ストラタジェム）     |
|        | 04.    | 30     | 京都   | 天皇賞（春） | GI  | 17    | 6     | 11    | 14.4（2人）     | 02着 | 横山典弘 | 58        | 芝3200m（良） | 3:14.0 (33.7)     | -0.6 | ディープインパクト     |
|        | 06.    | 25     | 京都   | 宝塚記念     | GI  | 13    | 1     | 1     | 12.9（2人）     | 09着 | 横山典弘 | 58        | 芝2200m（稍） | 2:14.9 (37.2)     | -1.9 | ディープインパクト     |

## 引退後
2007年より社台スタリオンステーションにて、種牡馬として繋養された。種付け料が安価なことや、皐月賞で半弟のヴィクトリーが優勝したことも相俟って初年度は約190頭の繁殖牝馬と交配している。これは新種牡馬としてディープインパクトに次ぐ頭数である。
2011年、初年度産駒のデルマドゥルガーがジュニアカップを勝ち、桜花賞へ出走、初年度からGI戦線へ産駒を送り出している。
2012年6月23日、喉嚢炎のため死亡。

### 主な産駒
2020年6月16日現在
- 2008年産
  - デルマドゥルガー（クイーンカップ 3着）
  - マイネリスペクト （黒潮皐月賞）
  - オマワリサン （韓国岳賞）
  - バーチャルトラック （だるま夕日賞）
- 2009年産
  - スフィンクス（栗駒賞）
  - ダイヤモンドダンス（東海ゴールドカップ）
- 2011年産
  - アラートミノル（如月賞）

## 血統表
| リンカーンの血統                                           | リンカーンの血統                      | リンカーンの血統           | （血統表の出典）        | （血統表の出典）        |
| 父系                                                       | サンデーサイレンス系                  | サンデーサイレンス系       | サンデーサイレンス系    | [ § 2 ]                 |
| 父 *サンデーサイレンス Sunday Silence 1986 青鹿毛 アメリカ | 父の父Halo 1969 黒鹿毛 アメリカ       | Hail to Reason 1958 黒鹿毛 | Turn-to                 | Turn-to                 |
| 父 *サンデーサイレンス Sunday Silence 1986 青鹿毛 アメリカ | 父の父Halo 1969 黒鹿毛 アメリカ       | Hail to Reason 1958 黒鹿毛 | Nothirdchance           |                         |
| 父 *サンデーサイレンス Sunday Silence 1986 青鹿毛 アメリカ | 父の父Halo 1969 黒鹿毛 アメリカ       | Cosmah 1953 鹿毛           | Cosmic Bomb             | Cosmic Bomb             |
| 父 *サンデーサイレンス Sunday Silence 1986 青鹿毛 アメリカ | 父の父Halo 1969 黒鹿毛 アメリカ       | Cosmah 1953 鹿毛           | Almahmoud               |                         |
| 父 *サンデーサイレンス Sunday Silence 1986 青鹿毛 アメリカ | 父の母Wishing Well 1975 鹿毛 アメリカ | Understanding 1963 栗毛    | Promised Land           | Promised Land           |
| 父 *サンデーサイレンス Sunday Silence 1986 青鹿毛 アメリカ | 父の母Wishing Well 1975 鹿毛 アメリカ | Understanding 1963 栗毛    | Pretty Ways             |                         |
| 父 *サンデーサイレンス Sunday Silence 1986 青鹿毛 アメリカ | 父の母Wishing Well 1975 鹿毛 アメリカ | Mountain Flower 1964 鹿毛  | Montparnasse            | Montparnasse            |
| 父 *サンデーサイレンス Sunday Silence 1986 青鹿毛 アメリカ | 父の母Wishing Well 1975 鹿毛 アメリカ | Mountain Flower 1964 鹿毛  | Edelweiss               |                         |
| 母 グレースアドマイヤ 1994 鹿毛                            | 母の父*トニービン 1983 鹿毛           | *カンパラ 1976 鹿毛        | Kalamoun                | Kalamoun                |
| 母 グレースアドマイヤ 1994 鹿毛                            | 母の父*トニービン 1983 鹿毛           | *カンパラ 1976 鹿毛        | State Pension           |                         |
| 母 グレースアドマイヤ 1994 鹿毛                            | 母の父*トニービン 1983 鹿毛           | Severn Bridge 1965 栗毛    | Hornbeam                | Hornbeam                |
| 母 グレースアドマイヤ 1994 鹿毛                            | 母の父*トニービン 1983 鹿毛           | Severn Bridge 1965 栗毛    | Priddy Fair             |                         |
| 母 グレースアドマイヤ 1994 鹿毛                            | 母の母*バレークイーン 1988 鹿毛       | Sadler's Wells 1981 鹿毛   | Northern Dancer         | Northern Dancer         |
| 母 グレースアドマイヤ 1994 鹿毛                            | 母の母*バレークイーン 1988 鹿毛       | Sadler's Wells 1981 鹿毛   | Fairy Bridge            |                         |
| 母 グレースアドマイヤ 1994 鹿毛                            | 母の母*バレークイーン 1988 鹿毛       | Sun Princess 1980 鹿毛     | *イングリッシュプリンス | *イングリッシュプリンス |
| 母 グレースアドマイヤ 1994 鹿毛                            | 母の母*バレークイーン 1988 鹿毛       | Sun Princess 1980 鹿毛     | Sunny Valley            |                         |
| 母系(F-No.)                                                | (FN:1-l)                              | (FN:1-l)                   | (FN:1-l)                | [ § 3 ]                 |
| 5代内の近親交配                                            | アウトブリード                        | アウトブリード             | アウトブリード          |                         |
| 出典                                                       | 1. 2. 3.                              | 1. 2. 3.                   | 1. 2. 3.                | 1. 2. 3.                |

- 母グレースアドマイヤは東京優駿（日本ダービー）勝ち馬フサイチコンコルドの半妹にあたり、リンカーンはその甥にあたる。
- 従兄弟にアンブロワーズ、ピコチャンブラック。
- 半妹スカーレット(父シンボリクリスエス)の仔に2017年の青葉賞勝ち馬アドミラブル、同じく半妹ブルーダイアモンド(父ディープインパクト)の仔に2020年の菊花賞2着馬アリストテレスがいる。
- その他の近親に関してはバレークイーンの項を参照されたい。

## 同名馬
本項で挙げた馬のほかにも、1963年生まれのサラブレッドの牝馬にリンカーンが存在する（父ヤマニンモアー）。その代表産駒に地方競馬初の1億円馬となったマルイチダイオー（父チャイナロック）。